# Queen Mary (Schiff, 1936)
Die Queen Mary ist ein ehemaliges Passagierschiff, das von 1936 bis 1967 für die Reederei Cunard Line im Einsatz war und den Status eines Royal Mail Ship innehatte. Die ehemalige Trägerin des Blauen Bandes liegt seither fest vertäut im kalifornischen Long Beach und wird als schwimmendes Hotel namens Hotel The Queen Mary genutzt.

## Der Bau
Bereits im Jahre 1926 wurde ein Ersatz für die veraltete Mauretania geplant. Der Bauauftrag an die Werft John Brown & Company, Clydebank wurde aber erst 1930 erteilt. Nach der Kiellegung am 31. Januar 1931 ging der Bau zunächst so schnell voran, dass der Stapellauf bereits für den Mai 1932 geplant wurde. Aufgrund der Weltwirtschaftskrise gab die Cunard-Reederei jedoch am 11. Dezember 1931 bekannt, dass die Arbeiten vorerst eingestellt werden.
Als die Cunard Line 1933 die White Star Line übernahm, verschmolzen die beiden Reedereien zur Cunard White Star Ltd. Die Regierung sicherte der neuen Reederei eine Anleihe von 9,5 Millionen Pfund (heute etwa 717,74 Mio. £), damit die Queen Mary fertiggestellt und ein weiteres ähnliches Schiff (die spätere Queen Elizabeth) in Auftrag gegeben werden konnte. Die Arbeiten wurden im April 1934 wiederaufgenommen. Im August desselben Jahres waren die Arbeiten an Schiff Nr. 534 abgeschlossen.
Angeblich sollte zunächst gemäß Cunard-Tradition (Lusitania, Aquitania, Mauretania, Berengaria) der auf „ia“ endende Name Victoria beabsichtigt gewesen sein. Auf die Bitte an König Georg V., das Schiff nach „Britanniens größter Königin“ zu taufen, soll dieser gesagt haben, dass seine Frau, die Königin Mary von Teck, sich sehr geehrt fühlen würde, ihren Namen für dieses prachtvolle Schiff zur Verfügung zu stellen. Der Reederei blieb natürlich nun nichts anderes übrig, als zu verkünden, dass das Schiff Queen Mary heißen würde; und so wurde am 26. September 1934 von der gleichnamigen Monarchin die Queen Mary getauft.
Ebenfalls möglich ist aber auch eine Kompromisslösung, denn die Namen der White-Star-Schiffe endeten stets mit „… ic“ (Titanic, Olympic), so dass nach der Fusion ein anderweitiger, also keiner traditionellen Endung folgender Name gewählt wurde.
Das Schiff wurde bis Mai 1936 fertiggestellt. Die Inneneinrichtung wurde im Stil des Art déco gehalten. Bei den Probefahrten von Southampton aus wurde kurzzeitig eine Geschwindigkeit von 33,0 kn (61,1 km/h) erreicht.

## Vor dem Zweiten Weltkrieg
Die Jungfernfahrt der Queen Mary begann am 27. Mai 1936 und verlief auf der klassischen Route von Southampton über Cherbourg nach New York. Wegen dichten Nebels konnte das Schiff das Blaue Band nicht gleich auf der ersten Fahrt gewinnen. Im August 1936 gelang es der Queen Mary dann, auf der Überfahrt von Europa nach Amerika mit einer Durchschnittsgeschwindigkeit von 30,68 kn (55,8 km/h) den 1935 aufgestellten Rekord der französischen Normandie zu brechen und dieser damit das Blaue Band abzunehmen. Zwischen den beiden Schiffen entwickelte sich in der Folge ein intensiver Wettbewerb um die schnellsten Reisegeschwindigkeiten: Im März 1937 holte die Normandie die Auszeichnung zurück nach Frankreich, im August desselben Jahres überbot sie ihren eigenen Rekord mit 31,2 kn (57,8 km/h) noch einmal deutlich. Im Verlauf des Jahres 1937 wurde die Queen Mary mehreren Umbauten unterzogen, die insbesondere der Unterdrückung von Vibrationen bei hohen Geschwindigkeiten dienten. In diesem Zusammenhang wurden auch die originalen Schiffspropeller gegen neuere mit günstigerer Formgebung ausgetauscht. In dieser neuen Konfiguration erlangte der Ozeanliner im August 1938 mit 31,6 kn (58,5 km/h) das Blaue Band endgültig von der Normandie zurück und sollte es bis 1952 behalten, als mit der US-amerikanischen United States ein noch schnelleres Passagierschiff in Dienst ging.
In ihrem ersten Einsatzjahr hatte die Queen Mary bereits fast 57.000 Passagiere über den Nordatlantik befördert.
Zwei Tage vor Ausbruch des Zweiten Weltkrieges 1939 trat das Schiff seine vorerst letzte Überfahrt im zivilen Liniendienst an. Als es am 4. September New York erreichte, wurde es an Pier 40 festgemacht.

## Kriegseinsatz

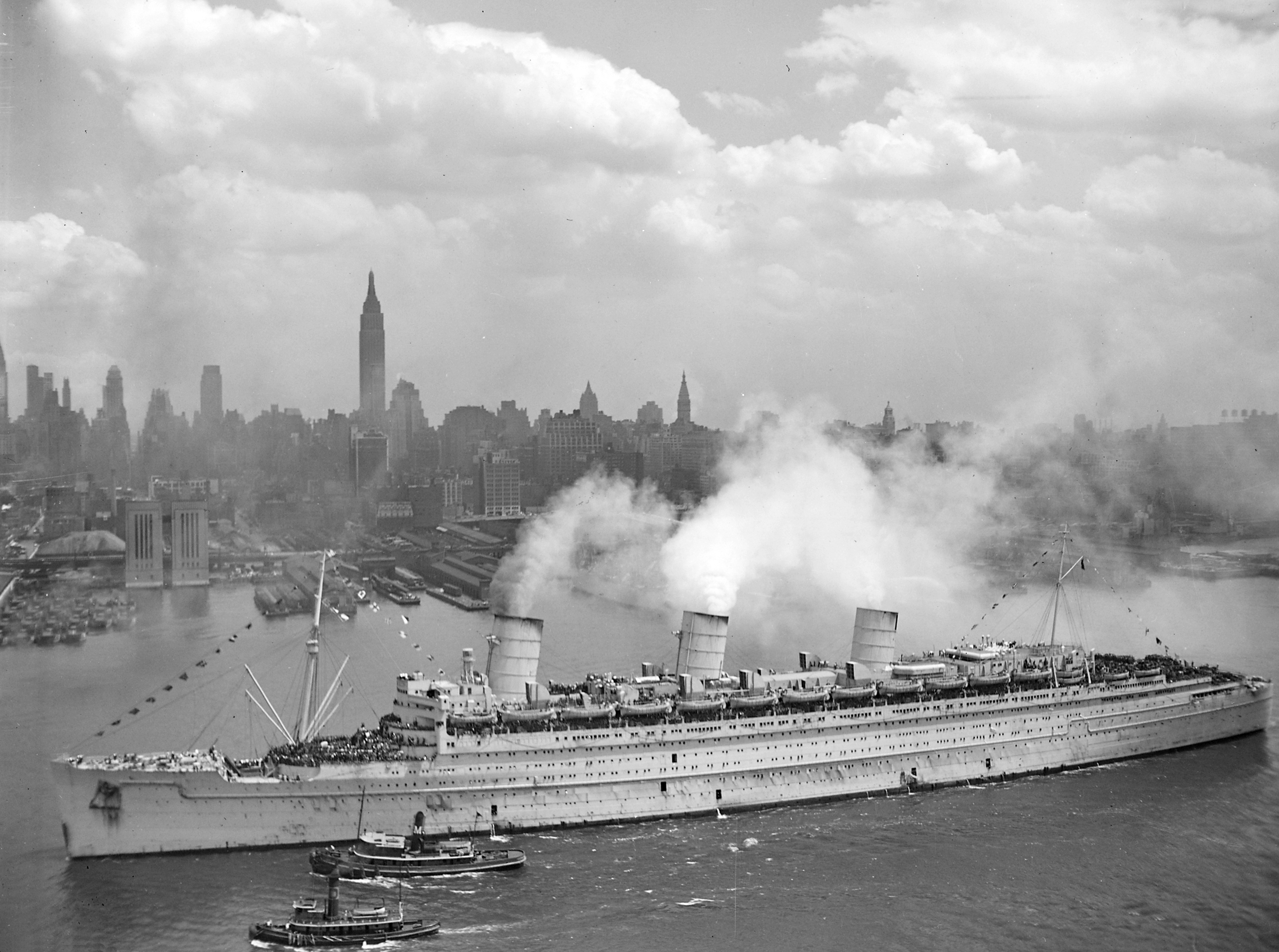
Rückkehr von US-Soldaten aus Europa in die Heimat. Einfahrt der Queen Mary im Hafen von New York City am 20. Juni 1945

Am 21. März 1940 erhielt die Queen Mary den Befehl, über Kapstadt nach Sydney auszulaufen. Als das Schiff seinen Zielort erreicht hatte, wurde es grau angestrichen und für den Kriegsdienst umgebaut. Von da an transportierte sie, wie auch die inzwischen fertiggestellte Queen Elizabeth, Tausende von Soldaten von Australien nach Großbritannien. Unter anderem fuhr sie ab 29. Juni 1940 im Geleitzug WS 1 zwischen Großbritannien und Ceylon.
Am 2. Oktober 1942 befand sich die Queen Mary auf einem Transporteinsatz von den USA nach Britannien, bei dem ca. 10.000 GIs an Bord waren, von denen bis zu 14 Mann in einer eigentlich für zwei Personen vorgesehenen Kabine untergebracht waren. Die Queen Mary kreuzte wegen der U-Boot-Gefahr die gesamte Fahrt über in einem beständigen Zickzackkurs, wobei sie alle vier Minuten die Richtung um wenige Grad wechselte. Laut Befehl der Flottenführung durfte sie niemals stoppen.
Zum Geleitschutz in den britischen Gewässern wurde der 1916 gebaute, technisch veraltete Flak-Kreuzer Curacoa eingesetzt, der kaum die 28 Knoten erreichen konnte, die die Queen Mary fuhr, den Zickzackkurs daher nicht mitmachen konnte und einen geraden Kurs fuhr. Die kleineren sechs Begleitschiffe waren wegen des schlechten Wetters in den Küstengewässern von Irland zurückgelassen worden.
Etwa 80 km vor der nordirischen Küste geriet die Curacoa aufgrund mehrerer und beidseitiger Navigations- und Kommunikationsfehler vor den Bug der Queen Mary und wurde bei voller Fahrt mittschiffs gerammt und durchtrennt. Der hintere Teil des Eskortkreuzers sank fast sofort, der Vorderteil nach wenigen Minuten. 337 Menschen kamen ums Leben, nur 101 Überlebende konnten gerettet werden, darunter der Kommandant. 1985 wurden die etwa 1 km voneinander entfernten Wrackteile zur nationalen Gedenkstätte erklärt.
Aufgrund des Flottenbefehls konnte die Queen Mary nicht am Rettungseinsatz teilnehmen. Die von der Curacoa zurückgelassenen kleineren Schiffe trafen erst nach etwa einer Stunde am Unfallort ein. Die Queen Mary war schwer am Bug beschädigt. Dieser war derart aufgerissen worden, dass nach Zeugenaussagen „ein Ruderboot hindurchgepasst hätte“. Der Vorfall wurde geheim gehalten und erst kurz vor Beendigung des Zweiten Weltkrieges, im April 1945, publiziert. Nach mehreren Gerichtsprozessen erhielt der Kapitän der Queen Mary ein Drittel der Schuld an diesem Unglück, der Kommandant der Curacoa zwei Drittel.
Bei einem Einsatz im Juli 1943 wurde die Queen Mary rund 1000 Kilometer vor der Küste von Schottland von einer etwa 28 Meter hohen Monsterwelle getroffen. Das Schiff geriet in eine starke Schlagseite (laut einer späteren Berechnung betrug die Schräglage 52°) und wäre beinahe gekentert. Der Vorfall inspirierte den Autor Paul Gallico zu dessen 1969 veröffentlichten Roman Schiffbruch (Originaltitel: The Poseidon Adventure).
Als der Krieg im Mai 1945 in Europa vorbei war, transportierte die Queen Mary, wie auch die Queen Elizabeth, Soldaten zurück in ihre Heimat. Insgesamt beförderte die Queen Mary dabei über 800.000 Soldaten.

## Nachkriegszeit

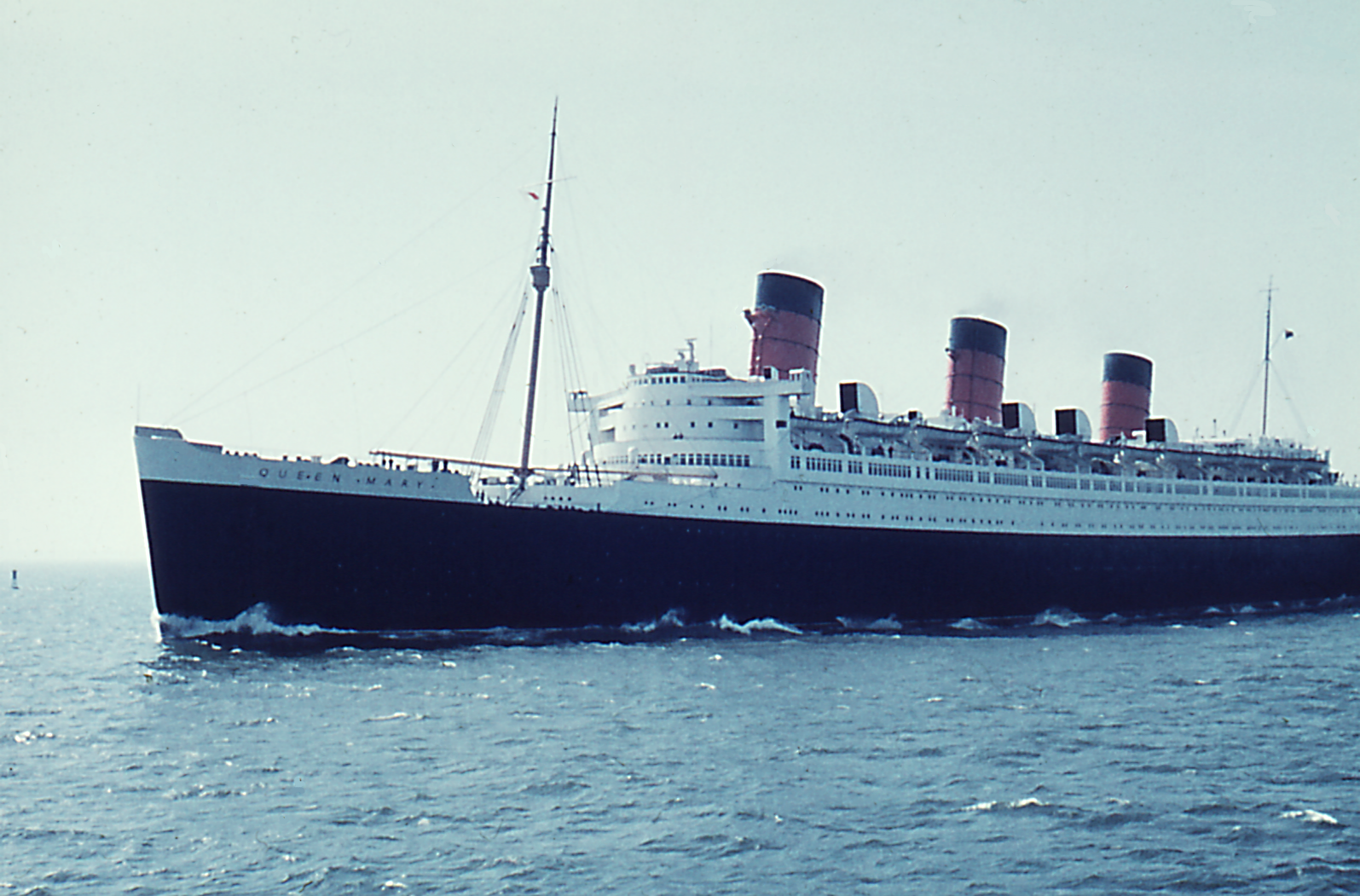
Queen Mary mit Westkurs auf dem Nordsee-Tonnenweg – an Steuerbord voraus grüne Tonne (1960)

Am 27. September 1946 wurde die Queen Mary der Cunard White Star zurückgegeben. Das Schiff wurde zehn Monate lang generalüberholt und erhielt auch eine neue Klimaanlage.
Am 31. Juli 1947 trat das Schiff seine erste Nachkriegsreise an. Zusammen mit ihrem Schwesterschiff Queen Elizabeth bot die Queen Mary einen regelmäßigen Atlantikdienst an, womit die beiden Cunard-Schiffe gegenüber der Konkurrenz im Vorteil waren, da andere Reedereien ausschließlich Einzelschiffe in der entsprechenden Größenordnung auf dem Nordatlantik im Einsatz hatten. Bis etwa Mitte der 1950er Jahre konnte die Queen Mary noch einmal an die Popularität der Vorkriegszeit anknüpfen, obwohl sie im Juli 1952 das Blaue Band an die United States, ein moderneres und weitaus leistungsfähigeres Schiff, verlor. Aufgrund der massiv steigenden Bedeutung des transatlantischen Flugverkehrs, der erheblich kürzere Reisezeiten und günstigere Ticketpreise bot, wurden die großen Passagierdampfer jedoch spätestens ab Mitte der 1960er Jahre unrentabel. Am 16. September 1967 lief die Queen Mary zu ihrer letzten Überfahrt aus und wurde stillgelegt.
Die aktuelle Queen Mary 2 knüpft an den Namen dieses Schiffes an.

## Legenden
Erzählungen zufolge beherbergt das Schiff eine Reihe Geister. So soll ein junger Seemann im Maschinenraum umgehen, der bei einer Feuerübung an Bord umgekommen ist. Ein Mädchen, das einst im Pool ertrunken ist, jammere als Geist noch immer nach ihrer Mutter. Passagiere sollen eine „White Lady“ gesichtet und von Möbelrücken und unheimlichen Schreien berichtet haben. 2004 besuchte das in Amerika bekannte TAPS-Team das Schiff. Es führte eine Geistersuche durch, kam dabei jedoch zu keinem Ergebnis.

## Hotel The Queen Mary

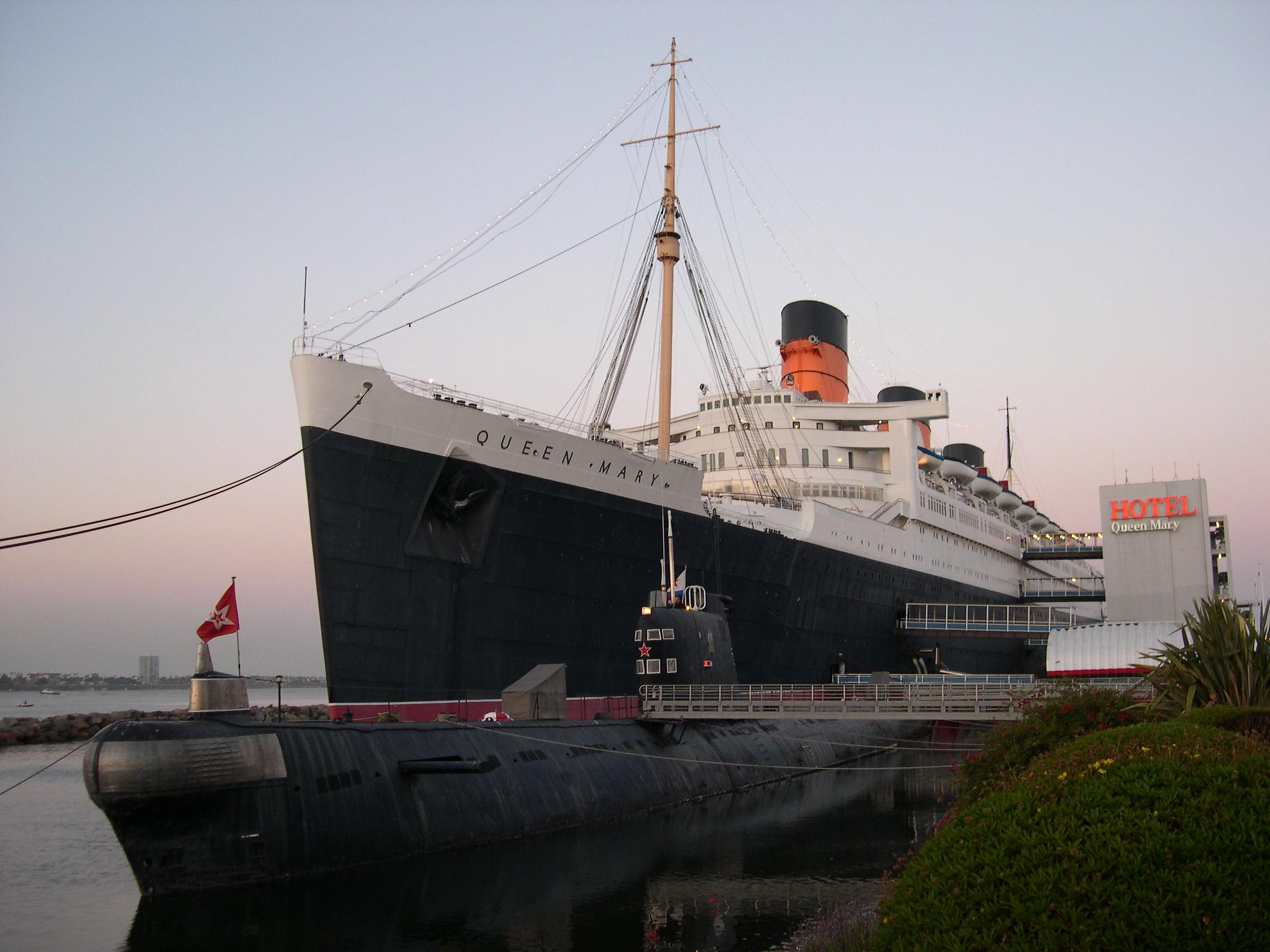
Die Queen Mary in Long Beach

Die Gemeinde Long Beach in Kalifornien kaufte das Schiff für rund 1.230.000 Pfund und baute es zum schwimmenden Hotel um. Dabei wurden die Kesselräume und der vordere Maschinenraum komplett ausgeräumt, nur der hintere Maschinenraum (für die äußeren Propeller) mit seinen riesigen Turbinen blieb museal erhalten. Die Schornsteine, die man abgebaut hatte, um die Maschinenräume besser ausweiden zu können, wurden, da sie stark verrostet waren, ebenfalls verschrottet und durch identisch aussehende Attrappen aus Kunststoff ersetzt. Die ungenutzten leeren Treibstofftanks wurden gefüllt, um die Stabilität der Queen Mary weiterhin zu garantieren. Die Außenkabinen des Schiffes wurden zu Hotelzimmern umgebaut, so dass das Hotel The Queen Mary über 365 Zimmer mit Bullaugen als Fenster verfügt. Seitdem wird das Hotel The Queen Mary im dortigen Hafen erfolgreich als Museum, Hotel und Tagungszentrum genutzt.
Am 15. April 1993 wurde die Queen Mary als Bauwerk in das National Register of Historic Places aufgenommen.

## DieQueen Maryim Film
- In den US-amerikanischen Filmen Zeit der Liebe, Zeit des Abschieds (1936) und Überfall auf die Queen Mary (Assault On A Queen) aus dem Jahr 1966 spielte das Schiff sich selbst.
- Im Film Der Auslandskorrespondent (1940) von Alfred Hitchcock sieht man sie, während der Protagonist von Amerika nach Großbritannien reist.
- Lorelei und Dorothy in Blondinen bevorzugt (1953) überqueren den Atlantik auf der Queen Mary.
- Im Katastrophenfilm Die Höllenfahrt der Poseidon aus dem Jahr 1972 entspricht der fiktive Passagierdampfer Poseidon äußerlich der Queen Mary und wird durch ein Queen-Mary-Modell dargestellt. Teile der Aufnahmen entstanden auf der echten Queen Mary.
- Einige Außenaufnahmen des 1979 gedrehten Films S.O.S. Titanic wurden auf der Queen Mary gedreht.
- Teile des Films Homo Faber (1991) wurden auf der RMS Queen Mary gedreht.
- Das Schiff ist in dem Film Pearl Harbor aus dem Jahr 2001 zu sehen (obwohl es in Wahrheit zum dargestellten Zeitpunkt (1941) bereits nicht mehr in US-Gewässern war, spielt die Szene im Hafen von New York).
- Im Film Gefangen im Bermuda-Dreieck diente das Schiff als Vorbild für das verschollene Geisterschiff Queen of Scots, auf dem ein Großteil der Handlung spielt.
- Im Film Titanic 2 – Die Rückkehr war sie als Double für die (fiktive) Titanic II zu sehen.
- Auch wird die Queen Mary in der Fernsehserie Agatha Christie’s Poirot gezeigt. Auf ihrer Jungfernfahrt ist Hercule Poirot mit von der Partie in der zweiten Episode in Staffel 3 – Die Reise auf der Queen Mary (The Million Dollar Bond Robbery).
- Am 26. Mai 2013 spielte Hugh Laurie zusammen mit seiner Band live auf der Queen Mary. Das Konzert wurde mitgefilmt und später als DVD und Blu-Ray mit dem Titel Hugh Laurie – Live On The Queen Mary veröffentlicht.
- Im Jahr 2015 wurden Teile der Folge 8x08 Mr. & Mrs. Castle der Serie Castle auf dem Schiff gedreht.[4]
- In der Serie Airwolf in der Episode Geiselnahme auf der Queen Mary (3. Staffel) spielt die Handlung auf der Queen Mary.
- In der Serie S.W.A.T. spielt die Folge Passagier Nr.5 aus der zweiten Staffel überwiegend auf der Queen Mary. Das entführte Kreuzfahrtschiff wird von der Queen Mary dargestellt. Auch die Deck- und Innenraumszenen spielen an Bord.
- Einige Szenen der Serie Death and Other Details wurden auf der Queen Mary gedreht

## Belege
1. ↑  The Queen Mary – Our Story – Amateur Radio (Memento vom 5. Oktober 2016 im Internet Archive) (englisch)
2. ↑  John Maxtone-Graham: The Only Way to Cross.  Collier Books, New York 1972, S. 288–289.
3. ↑  Eintrag im National Register Information System. National Park Service, abgerufen am 1. Juni 2016.
4. ↑  Mr. & Mrs. Castle. Internet Movie Database, abgerufen am 22. März 2023.

Koordinaten: 33° 45′ 10″ N, 118° 11′ 23″ W